# Пйотр Шулькін
Пйотр Шулькін (пол. Piotr Szulkin; нар. 26 квітня 1950, Гданськ — 5 серпня 2018) — польський кінорежисер, сценарист, письменник, актор.

## Життєпис
Закінчив школу «Спілка Державних пластичних шкіл імені Войцеха Ґерсона» у Варшаві, а згодом Вищу школу кіно, телебачення та театру в Лодзі.
Автор більше 30 художніх проектів (фільмів, спектаклів, книг), за які отримав більше 50 нагород (в основному міжнародні).
У 2013 році за внесок у польську культуру був нагороджений Орденом Відродження Польщі.

## Педагогічна діяльність
Викладає в Лодзинській Вищій школі кіно, телебачення та театру, випустив кількох цікавих молодих режисерів.

## Режисерські роботи
- 1975 Дівчина з …  / Dziewce z ciortom
- 1977 Очі урочі / Oczy uroczne
- 1978 Жінки, які працюють / Kobiety pracujące
- 1979 Ґолем / Golem
- 1981 Війна світів: Наступне сторіччя / Wojna światów — Następne stulecie
- 1984 О-бі, о-ба. Кінець цивілізації / O-Bi, O-Ba. Koniec cywilizacji
- 1985 Га, га. Слава героям / Ga, Ga. Chwała bohaterom
- 1990 Феміна / Femina
- 1993 М'ясо (Іроніка) / Mięso (Ironica)
- 2003 Король Убу / Ubu Król

## Акторські роботи
- 1978 Szpital przemienienia (jako Jakub)
- 1986 Колискова / Kołysanka
- 1989 Лава як Диявол / I Lawa jako Diabeł I
- 1992 Коли розум спить / Kiedy rozum śpi

## Громадська позиція
У 2018 році підтримав звернення Європейської кіноакадемії на захист ув'язненого у Росії українського режисера Олега Сенцова